# Jerker Blomqvist
Jerker Blomqvist, född 6 juli 1938, är en svensk klassisk filolog.
Blomqvist blev professor i klassisk filologi vid Köpenhamns universitet 1980 och vid Lunds universitet i grekiska språket och litteraturen 1987. Han blev emeritus 2003.

## Utmärkelser, ledamotskap och priser
- Ledamot av Kungliga Vitterhets-, Historie- och Antikvitetsakademien (LHA, 1991)[2]
- Ledamot av Vetenskapssocieteten i Lund (LVSL, 1994)[3]